# Un sac de billes
Un sac de billes is een roman uit 1973, geschreven door de Frans-Joodse auteur Joseph Joffo. Het boek handelt over zijn vlucht als tienjarige samen met zijn twaalfjarige broer Maurice uit het door de nazi's bezette Parijs naar Menton. Daar wachten hun oudere broers op hen. De twee jonge broers moeten zonder hun ouders reizen en hierbij moeten ze zonder papieren de demarcatielijn tussen het bezette deel van Frankrijk en Vichy-Frankrijk oversteken.
De titel verwijst naar het feit dat de jonge Joseph de Jodenster die hij van de nazi's moest dragen in Parijs ruilde met zijn schoolkameraad voor een zakje knikkers. De spanning in het boek wordt mee gedragen doordat ze nooit mochten laten merken dat ze van Joodse afkomst waren. Zo beleefden ze tragische, gevaarlijke, maar ook soms clowneske avonturen.
Joseph Joffo schreef het boek met zijn jeugdherinneringen nadat hij in 1971 moest rusten na een skiongeval. Het boek werd een bestseller en werd vertaald in achttien talen. Un sac de billes vormt een trilogie met de andere boeken van Joffo: Agates et calots en Baby-foot.

## Bewerkingen

### Film
Het boek werd tweemaal verfilmd. Het werd een eerste maal verfilmd in 1975, onder regie van Jacques Doillon. 
In 2017 werd het boek opnieuw verfilmd, met Christian Duguay als regisseur. De rollen van Joseph en Maurice werden vertolkt door Dorian Le Clech en Batyste Fleurial en de rol van de vader werd gespeeld door Patrick Bruel. 

### Strip
Un sac de billes werd in 2011 verstript door scenarist Kris en tekenaar Pierre Bailly bij uitgeverij Futuropolis. Kris las het boek al als tienjarige. Hij nam contact op met Joseph Joffo die tekenaar Bailly vervolgens aanwijzingen gaf omtrent het uiterlijk van de personages. Toch werd Maurice Joffo met bruine haren getekend alhoewel hij in het echt blond was. Dit gebeurde om hem beter te kunnen onderscheiden van zijn broer Joseph.